# Hopi (taal)
Hopi is een taal van de Uto-Azteekse taalfamilie en de traditionele taal van de Hopi-indianen, de oorspronkelijke inwoners van noordoosten van de Amerikaanse deelstaat Arizona. Hopi had in 1990 zo'n 5000 moedertaalsprekers, waarvan er slechts 40 uitsluitend Hopi spraken. De Hopi geven de taal wel nog door aan hun kinderen in het onderwijs en bij veel gezinnen thuis. Er bestaat eveneens een uitgebreid woordenboek Hopi-Engels. Het Hopi Literacy Project is er op gericht de taal verder in de aandacht te zetten.

## Trivia
De Qatsi-filmtrilogie van Godfrey Reggio met muziek van Philip Glass heeft titels met woorden uit het Hopi:
- Koyaanisqatsi: Life out of balance
- Powaqqatsi: Life in transformation
- Naqoyqatsi: Life as war